# 챔피언 (2002년 영화)
"챔피언"은 2002년 공개된 대한민국의 영화이다. 권투 선수 김득구를 주제로 하였다.

## 배역
- 유오성 : 김득구 역
- 채민서 : 이경미 역
- 윤승원 : 김현치 역
- 정두홍 : 이상봉 역
- 김병서 : 박종팔 역
- 지대한 : 황준석 역
- 남지연 : 경미 동생 역
- 한대관 : 단발머리 3 역
- 김현숙 : 버스차장 2 역
- 신정근 : 김윤구 역
- 박주천 : 김광민 역
- 곽인완 (특별 출연)
- 송재익 (특별 출연)

## 수상
- 2003년 제40회 대종상
  - 편집상 - 박곡지

## 촬영지

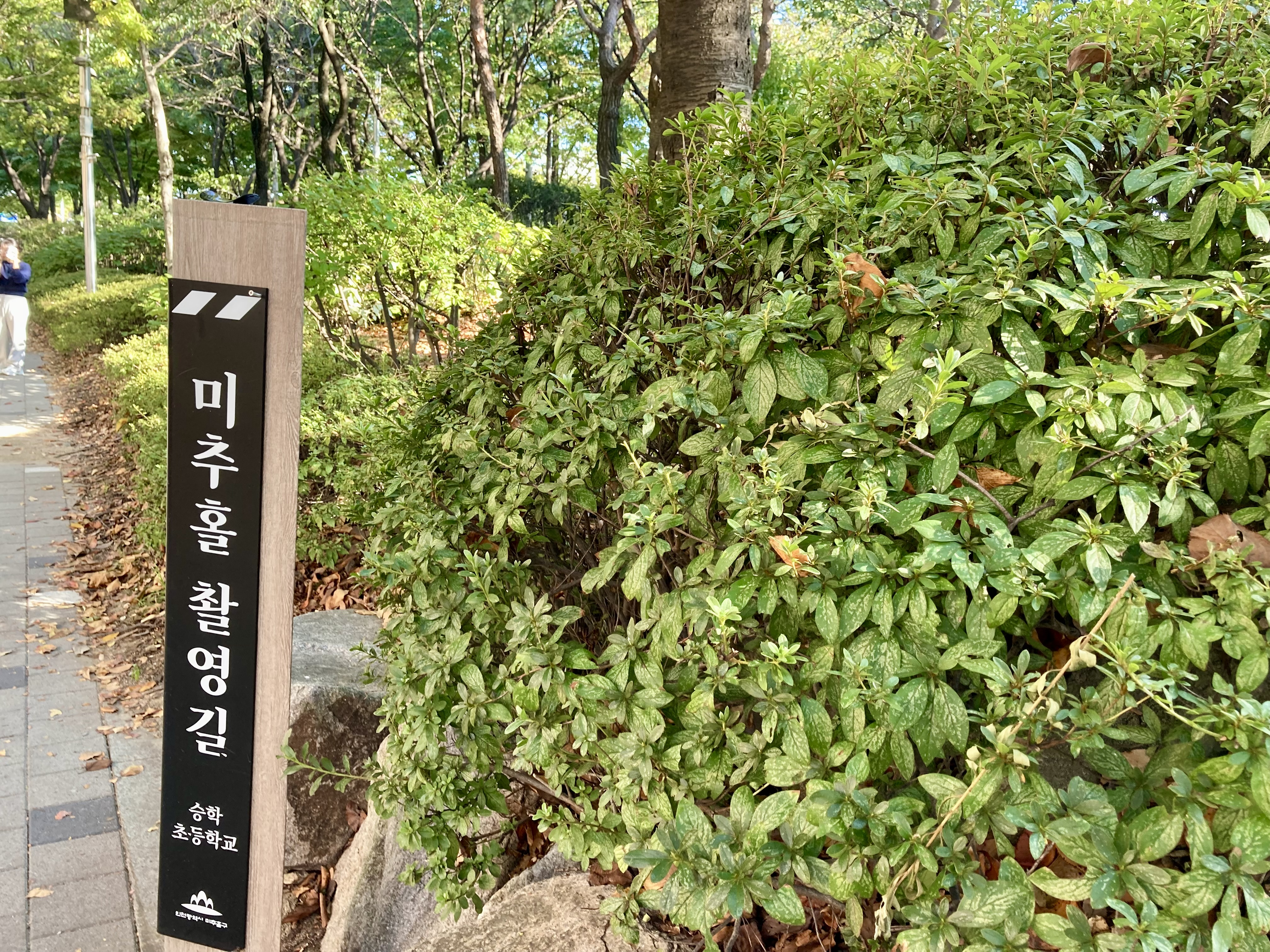
인천광역시 미추홀구 관교동 21에 있는 중앙공원(인천승학초등학교 앞)
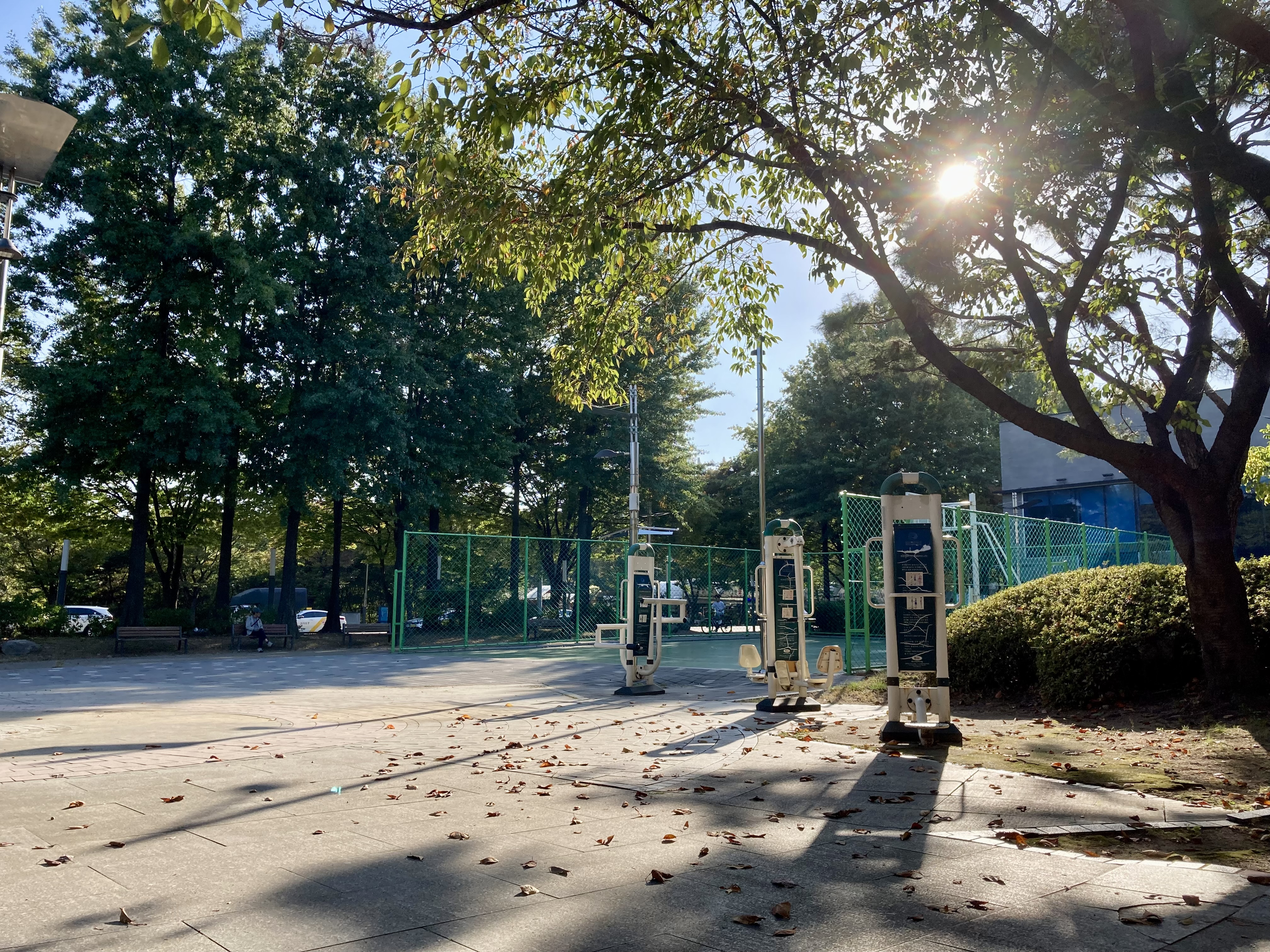
인천광역시 미추홀구 관교동 21에 있는 중앙공원(인천승학초등학교 앞)